# Ambonostola
Ambonostola é um gênero de traça pertencente à família Agonoxenidae.